# Gepocheerd ei

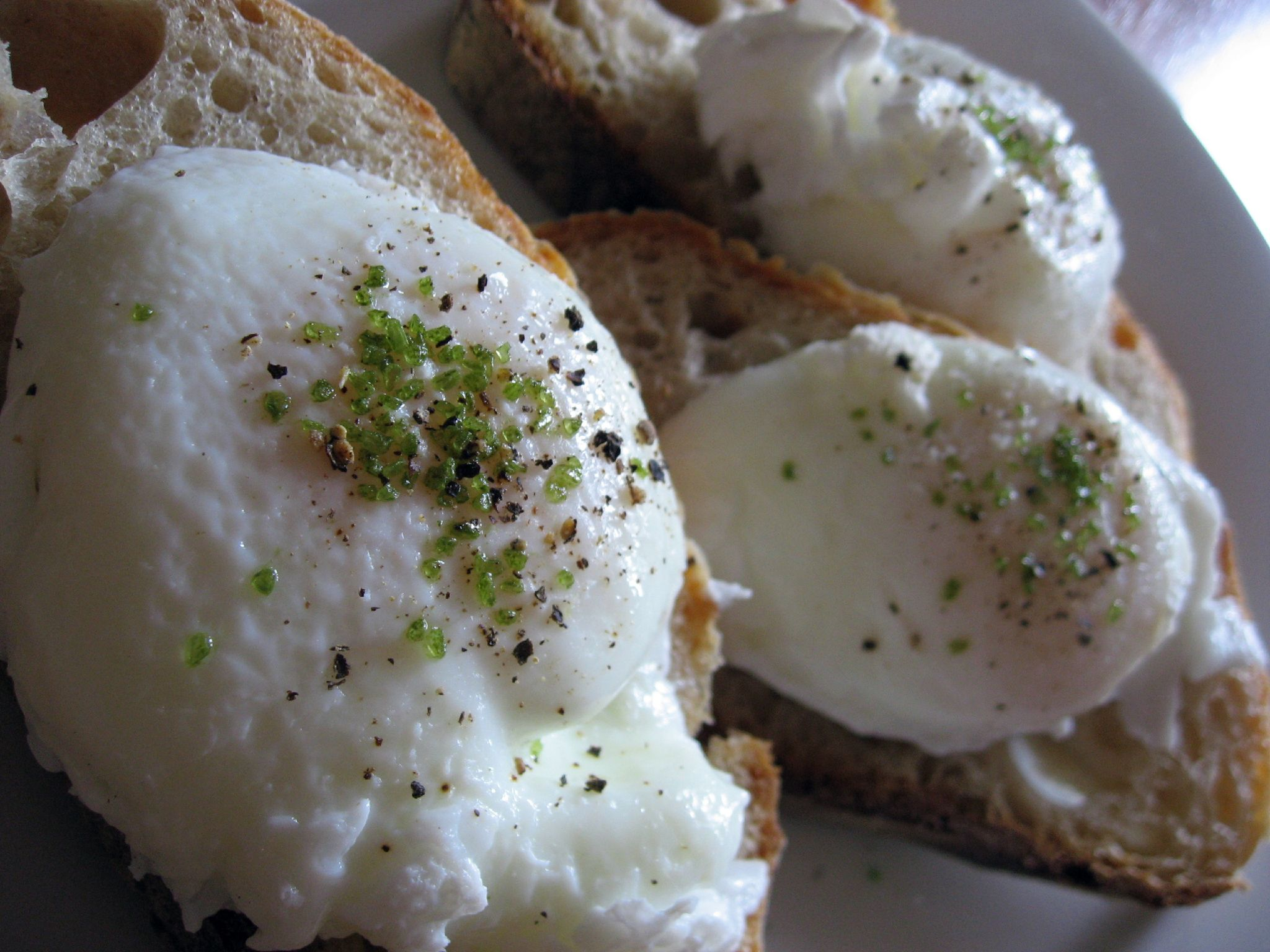
Gepocheerde eieren besprenkeld met matcha en geserveerd op brood

Een gepocheerd ei is een ei dat zonder de eierschaal is gekookt door middel van pocheren. Er wordt geen olie of vet gebruikt bij de bereiding.
Voor het pocheren wordt een ei gebroken in een schuimspaan (om het waterige gedeelte van het eiwit kwijt te raken), en dan in een pan met water van 80 graden Celsius gegoten. Het ei wordt gekookt tot het eiwit bijna geheel is gestold, maar het eigeel nog zacht is, zo'n 4 minuten voor een gemiddeld ei van 66 gram. Verse eieren zijn het meest geschikt voor het maken van gepocheerde eieren, aangezien het eiwit bij oudere eieren waterig wordt en niet goed bijeenblijft. Soms wordt er azijn aan het water toegevoegd om het eiwit bijeen te houden tijdens het koken. Dit is niet nodig bij een vers ei en maakt het eiwit ook wat rubberachtig..
Behalve met water kan een ei ook worden gepocheerd met stoom. Hierbij wordt een ei in een kopje boven kokend water gehangen.
Gepocheerde eieren vormen de basis voor veel gerechten in de Creoolse keuken van Louisiana. Deze gerechten zijn meestal bedoeld voor een brunch. Ook andere keukens maken gebruik van gepocheerde eieren voor bijvoorbeeld in een soep; gepocheerde eieren zijn ook de basis voor het klassieke brunchgerecht eggs benedict.